# Agkistrodon
Agkistrodon (лат. , от др.-греч. ἄγκιστρον «рыболовный крючок» и ὁδοὐς «зуб») — род ядовитых змей из подсемейства ямкоголовых. Известны как «щитомордники» и «мокасиновые змеи». Распространены от юга США до севера Коста-Рики. Известно четыре вида. Другие названия: «треугольная змея», «американский щитомордник». В течение длительного времени к этому роду относили большее количество видов. Однако в 1999 году от этого рода были отделены самостоятельные роды — щитомордники, Calloselasma, Deinagkistrodon, Hypnale, которые распространены в Азии.

## Описание
Общая длина от 60 сантиметров до 1,5 метров. Голова треугольная, широкая, морда затуплена. Тулуб крепкий, массивный. Окраска красноватая, бурая, оливковая, зеленоватая с тёмными и светлыми полосами.

## Образ жизни
Обитают в разреженных лесах, лугах, на пастбищах, в каменистых и скалистых местах, на побережьях водоёмов. Активны в основном ночью. Питаются мелкими грызунами и ящерицами.
Это яйцеживородящие змеи. Самки рождают до 20 детенышей.

## Распространение
Обитают на юго-востоке США, в Мексике, Центральной Америке.

## Виды
В роде Agkistrodon 6 видов:
- Agkistrodon bilineatus — Мексиканский щитомордник
- Agkistrodon contortrix — Медноголовый щитомордник, или мокассиновый щитомордник
- Agkistrodon howardgloydi
- Agkistrodon piscivorus — Водяной щитомордник, или щитомордник-рыбоед
- Agkistrodon russeolus
- Agkistrodon taylori